# ドラえもん のび太の日本誕生
- ドラえもん > 大長編 > のび太の日本誕生
- ドラえもん > 映画 > 大長編 > のび太の日本誕生

『ドラえもん のび太の日本誕生』（ドラえもん のびたのにっぽんたんじょう）は、藤子不二雄Ⓕ（藤本弘）が1988年に執筆した大長編ドラえもんシリーズの雜誌連載漫画作品。および、この連載漫画を元に作られ、1989年3月11日。に公開された映画作品（映画公開時の脚本等の名義は藤子・F・不二雄）。大長編シリーズ第9作、映画シリーズ第10作。映画ドラえもん10周年記念作品。同時上映は『ドラミちゃん ミニドラSOS!!!』。
2016年に本作のリメイク版である『ドラえもん 新・のび太の日本誕生』が公開された。

## 概要
7万年前の後期更新世日本および中国大陸を舞台に、精霊王ギガゾンビを擁するクラヤミ族と、それに相対するヒカリ族の側に付いているドラえもんとのび太たちの戦いを描いた長編作品。

### 漫画（連載）
連載漫画は『月刊コロコロコミック』1988年（昭和63年）10月号から1989年（平成元年）3月号に掲載された。全6回。

### 映画
映画は1989年3月11日に公開された。テレビ朝日開局30周年、テレビアニメ10周年記念作品。第7回ゴールデングロス賞優秀銀賞受賞。
顧客動員数は、同シリーズでは原作者藤子・F・不二雄存命時には破られることはなく、2018年公開の『のび太の宝島』に破られた。
公開直前の1989年3月4日には、ドラえもん映画公開記念スペシャルとして『ドラミちゃんと日本誕生!』も放映されているほか、公開後の1990年には、本作の続篇的内容のゲーム『ドラえもん ギガゾンビの逆襲』が発売されている。
映画のアバンタイトルではククルが登場するのみでドラえもんたちが登場せず、ククルが時空乱流に吸い込まれた後に地球の全景が現れ、どこからともなく「ドラえもーん！」の叫びが聞こえてオープニングに入るという構成になっている。
終盤におけるタイムパトロール隊の出動シーンは、第一作の「のび太の恐竜」と同じカット割りの新作となっており、一作目をリスペクトしている。
本作よりドルビーステレオが採用された。
ドラえもん (1979年のテレビアニメ)のスタッフによって作られた。予告編は藤子不二雄Ⓕ名義である。

### 後日談
1989年6月に、本作の後日談が含まれる短編漫画「いつでもどこでもスケッチセット」が掲載された『小学四年生』1989年7月号が発売された。

### 漫画（単行本）
1989年7月28日に単行本（てんとう虫コミックス）が発売された。その際に加筆・修正が行われ、本編の頁数は13頁増加した。
最後の1頁が描き加えられ、ククルたち（新人）よりも前の日本には人間がいなかったという誤解を防ぐために、「彼等（旧人）は、やがて絶滅したらしく、今の日本人と血のつながりはない」という文章が記載されている。また、この頁に出てくる日本国王と、藤子・F作品『チンプイ』第5話「御先祖は日本王?」（1985年）に登場する日本国王は共にウンバホという名前で、同一人物であることが暗示されている。

## あらすじ
遥か昔。原始人の少年が魚取りから帰ると村は壊滅しており、住民は姿を消していた。そして泣き叫ぶ少年は、そのまま空に開いた大穴に吸い込まれてしまった。
現代。学校でも家でも叱られてばかりののび太は家出を思い立つ。「どうせいつものようにすぐかえってくるんだろ」とドラえもんに言われつつも、「キャンピングカプセル」等の道具を使って生活を始めるが、どこも誰かの土地で自由に住める場所がない。その一方で、当初はのび太の家出を止めていたしずか、からかっていたジャイアンとスネ夫も、親からの期待や押し付けに嫌気が差しては相次いで家出し、のび太と合流する。更にドラえもんもパパが部長から預かったハムスターが天敵のネズミのなかまであることが耐えきれず家出をする。しかし行き先など無く途方に暮れる5人は、のび太の提案でまだ誰もいない時代の日本へ行こうと考え、「史上最大の家出」と称してはタイムマシンに乗って出発する。
7万年も遡れば日本に人間はいないであろうと踏んだ5人は、タイムマシンで時空を超える途中で「時空乱流」に巻き込まれそうになるものの、何とか無事に7万年前の日本へ到着。住居を作り、食物や植物を育てる等それぞれ役割を分担するが、適役が無いからとペット係を任されたのび太は動物の遺伝子アンプルとクローニングエッグでペットを作ることになる。皆を驚かせようと考えたのび太は別々の動物をかけ合わせ、ペガサスのペガ、グリフィンのグリ、ドラゴンのドラコという3匹の架空生物ペットを誕生させる。
誰からも邪魔されない生活を思う存分満喫する一同だったが、それで満足して「またいつでもこられるんだから」と現代に帰宅する。だが翌日、また7万年前に行こうとするのび太たちの前に、現代にいるはずのない本物の原始人の少年が現れる。気絶した少年を連れて7万年前に行った一行に対し、ドラえもんは少年が時空乱流に巻き込まれて現代に飛ばされたという推測を話し、彼の身元を調べることにする。一方、ペガ、グリ、ドラコは立派に育っており、ワニに襲われていたジャイアンとスネ夫を助ける。
調査の結果、少年はこの時代の中国大陸の住人であることが判明。ほんやくコンニャクお味噌味で意思疎通が可能になった少年は自身をヒカリ族タジカラの息子・ククルと名乗り、空の穴（時空乱流）に吸い込まれたと語る。しかし他のヒカリ族はクラヤミ族と名乗る大柄で乱暴な一族の襲撃を受け、北に連れて行かれたという。そしてクラヤミ族の背後には「不死身の精霊王」を名乗るギガゾンビがついており、その魔力に敵う人間はいないとククルは語る。それを聞いた5人は悪質な呪い師の仕業だと考え、ヒカリ族救出に乗り出す。ククルは無関係の彼らを巻き込むまいと一人出発しようとするも、原始人から見れば魔力も同然である未来の科学力を持つドラえもんが「精霊大王ドラゾンビ」を名乗ったことで、素直に協力を受ける。
一行はペガ、グリ、ドラコを駆り、ヒカリ族が住んでいた場所（現代で言う和県）へ向けて出発する。村の跡に到達した一行は3匹のペットを残し、たずね人ステッキでヒカリ族を追跡。一気に距離を詰め、やがてクラヤミ族と連行されるヒカリ族に追い付く。トラブルからククルの父・タジカラが殺されそうになった瞬間、ドラゾンビこと仮装したドラえもんが電撃でクラヤミ族を撃退する。しかし彼らを指揮していたのは人間ではなく土偶型の怪物・ツチダマであり、衝撃波で一行を苦しめたが、ドラえもんが衝撃波をヒラリマントではね返して粉砕する。ククルは無事に両親と再会を果たし、歓喜したヒカリ族はドラえもんを崇める。照れつつもドラえもんはヒカリ族を連れてどこでもドアでその場を後にしたが、誰もいなくなった後にツチダマは自己再生し、飛び去っていったのだった。
しずかの提案でヒカリ族を安全な日本に連れていくこととなり、皆はペガ、グリ、ドラコを迎えにひとまずヒカリ族の村へ移動。だが、そこにいるはずの3匹はいくら探しても見つからず、ヒカリ族の安全を優先して皆はどこでもドアで新天地・日本に移動する。ヒカリ族は新たな村を自らの手で作り上げていき、一行はその姿に感心する。気落ちしているのび太を、ククルは昔飼っていたオオカミの子が狩りの途中ではぐれるもまた戻って来た話をして励ます。やがて盛大な宴が始まり、新天地での新たな門出が祝われた。
一旦現代に戻る5人。だがドラえもんは持ち帰ったツチダマの破片が「形状記憶セラミック」で出来ている事を調べ、ギガゾンビがただの呪い師ではないと見抜く。ヒカリ族が心配になった5人は7万年前の日本へ急ぐと予感は的中し、ククルも含めたヒカリ族全員がまたもクラヤミ族に連れ去られていた。一行は再びヒカリ族を救出するべくギガゾンビの根城である「トコヤミの宮」を目指し、大陸の奥地を目指す。しかしその道中、猛吹雪の中でのび太がはぐれてしまう。ドラえもんはレスキューボトルを向かわせるもツチダマに発見されて破壊されてしまう。それに気づかないまま4人は今、自分たちが避難している洞窟こそがトコヤミの宮だと気付き、侵入を試みる。
ギガゾンビの正体はドラえもんが睨んだ通り、歴史を思いのままの操作しようと目論む時間犯罪者であった。ヒカリ族やクラヤミ族を使役してこの時代を支配し、タイムパトロールが近付けないように亜空間破壊装置で時空間を遮断し、永遠に世界の帝王となることを目論んでいたのだ。ドラえもんは立ち向かうもあっさり敗れ、他の3人もツチダマに捕らわれてしまう。
一方、吹雪の中で倒れたのび太だったが言葉を話すマンモスに助けられ、謎の小箱を託されていた。吹雪の止んだ後、雪山を一人歩くのび太はペガ、グリ、ドラコとの再会を果たす。そしてドラえもんがレスキューボトルにのび太の匂いとして嗅がせていた答案用紙を発見し、トコヤミの宮の入り口を見つける。トコヤミの宮では生贄の儀式と称してドラえもんら4人がサーベルタイガーに襲われていた。そこにのび太がペットと共に駆け付けて4人を救出。しかし直後、ギガゾンビに落盤を起こされて閉じ込められてしまう。脱出の手立てもなく途方に暮れる一行だったが、のび太がマンモスから受け取った小箱に気付き、中のボタンを押す。実はそれは発信機であり、マンモスの正体はギガゾンビの基地を探っていたタイムパトロールだった。基地の場所を突き止めたことにより、未来からタイムパトロール隊が一斉に出動する。瞬く間に基地は制圧され、ギガゾンビは逮捕。ドラえもん一行もヒカリ族も無事に救出された。
ギガゾンビという脅威が完全に消え、ヒカリ族は今度こそ新天地で暮らすこととなった。ドラえもん一行も現代に帰ろうとするが、タイムパトロールはペガ、グリ、ドラコを空想動物サファリパークで引き取ると言う。20世紀には彼らの住処は無いのだ。のび太は涙ながらに「きっと会いに行くから」と言い、3匹を乗せて飛び去るタイムスキッパーにいつまでも手を振るのだった。

## 声の出演
- ドラえもん - 大山のぶ代

「ドラゾンビ」を名乗り、変装する。科学の知識が無いククルに、「精霊を操るまじない師」との方便で説明した。名前は精霊王ギガゾンビに対抗してスネ夫が命名したもの。手に持っているショックステッキでクラヤミ族を退治し、助けられたヒカリ族からは大変慕われた。
- のび太 - 小原乃梨子
- ジャイアン - たてかべ和也
- スネ夫 - 肝付兼太
- しずか - 野村道子
- のび太のママ - 千々松幸子
- のび太のパパ - 加藤正之
- ジャイアンのママ - 青木和代
- 先生 - 田中亮一

## ゲストキャラクター
- ★ - アニメ映画にのみ登場するキャラクター、または名称。

ヒカリ族
声 - 茶風林、坂東耕一郎、梁田清之
7万年前、現在の中国・和県付近に住んでいた原始人部族。ドラえもんたちの手助けにより、未開の地である日本に移住する。ドラえもんが変装したドラゾンビを神と敬い崇拝する。クラヤミ族に囚われ強制労働をさせられるが、タイムパトロール隊によって保護される。
ククル
声 - 松岡洋子
ヒカリ族の少年。集落近くの川で川魚を獲っていたため、辛くもただ1人、クラヤミ族の襲撃を免れた。その後、時空乱流（時空間の乱れ）に巻き込まれて現代の日本に転移してきた。仲間たちを救うべく、ドラゾンビ（ドラえもん）の力を借りてクラヤミ族に立ち向かう。一人称は2つ、「僕」「俺」を混用する。ハンバーガーよりもほんやくコンニャクお味噌味の方が美味いと言うなど、素朴な味を好む。将来はウンバホ（「日の国の勇者」の意）と改名し、ヒカリ族の族長となる（漫画のみ。20年後の様子をタイム・テレビで見る様子が描かれている。コロコロ文庫版では198頁）。
なお、『チンプイ』の春日エリは、彼の子孫である。
タジカラ
声 - 仲木隆司
ククルの父。クラヤミ族に立ち向かうなど勇敢である。祭りの際、野牛の蒸し焼きを石器の刃物で切断する描写が見られる。
タラネ★
声 - 玉川紗己子
ククルの母。日本に移住し、新しい村を建設した。祭りの際には、しずかに木の実をあげる仕草が見られる。
長老
声 - 北村弘一
ヒカリ族の長老。かなりの高齢で、連行に付いて行けず殺されかけた。
クラヤミ族に再び囚われてからは、トコヤミの宮の建設のために強制労働させられるが、無事救出されて日本に移住した。
ウズメ★
声 - 林玉緒
頭に花を乗せた女の子。常に長老の側にいる。ヒカリ族が日本に移住した直後の宴では舞いを披露した。漫画には登場しない人物である。
ウタベ
声 - 二又一成
ヒカリ族の一員で、歌が得意な男（漫画では太目の中年、映画では痩身）。日本に案内された直後の宴で、ドラゾンビを称える歌を作った。ジャイアン曰く「石器時代の偉大なアーティスト」。
ギガゾンビ
声 - 永井一郎
本編における黒幕。嵐と雷を操る不死身の精霊王を名乗る。当初は古代の呪い師と思われていたが、その正体は23世紀から来た時間犯罪者。亜空間破壊装置によって時空間の往来を遮断して過去の歴史への干渉を防いだ上で過去の時代を我が物にし、恒久的な歴史支配を達成しようと目論んでおり、タイムパトロールからマークされていたため、追跡を避けて地下にトコヤミの宮を建造していた。
トコヤミの宮に侵入してきたドラゾンビたちを根こそぎ捕らえて追い詰めたものの、遅れてやってきたのび太の手引きによって形勢逆転されタイムパトロール隊に基地を突き止められてしまう。部下のツチダマ、手下のクラヤミ族を見捨て、自分だけ逃亡を図ろうとするも、タイムマシーン目指して階段を上がっている途中でタイムパトロールのタイムスキッパーに体当たりされ階段を転落。そのまま亜空間破壊罪（漫画及び映画版第2期では歴史破壊未遂罪）で逮捕された（映画では逃げる暇もなくコントロール室で逮捕された）。
仮面をとった素顔は小柄で出っ歯の貧弱な顔の男だった。一人称は「ワシ」または「私」。
てんとう虫フィルムコミックスで逮捕の際に「山田博士」と呼ばれている。
ツチダマ
声 - 高島雅羅
ギガゾンビの部下で、言葉を話す遮光器土偶。クラヤミ族を操った張本人。形状記憶セラミック製で再生能力を持っており、粉砕されても復活する。ただし、この再生能力はバラバラになった破片を繋ぎ合わせるに留まり、破片そのものが損失（作中では別時代に持ち去られて）した場合はその部位は再生（新構築）が出来ない。飛行能力を持ち、岩をも吹き飛ばす衝撃波を発生させることができる。時折「ギーガー」という奇怪な声をあげる。猛吹雪の中でも飛行が可能。ひみつ道具「瞬間接着銃」により身動きが取れなくなり、最後はギガゾンビに手駒扱いされ落盤に巻き込まれる。
漫画や映画版第2期では複数の個体が存在しているが、映画版第1期では1体のみの登場となった。
クラヤミ族
声 - 広瀬正志（リーダー）、岸野一彦、郷里大輔
7万年前の中国に住む、猿人に近い種族でゴリラのような顔をしている。ヒカリ族に比べると身体能力は高く背丈も大柄だが知能が低いようで、ギガゾンビやツチダマの手下となっている。漫画では「サルども」とギガゾンビがツチダマに話すシーンもある。
架空動物
のび太が動物の遺伝子アンプルとクローニングエッグで作り出した3匹の架空動物。また、電池切れが多く長時間使用できないタケコプターに代わる移動手段としての存在にもなっており、ドラえもん達を乗せて、長距離での移動が可能となった。だが、移動中に、ドラえもんの意向によって、一旦、ドラえもん一行と離れ離れとなってしまう。架空動物ゆえに石器時代や20世紀に存在することは許されないため、事件解決後に3匹ともタイムパトロールに引き取られ、「空想動物サファリパーク」で育てられることになった。漫画では「可愛がられ幸せに暮らしている」という一文もある。
ペガ
ペガサス。馬と白鳥のアンプルを同時に使って作られた。のび太としずかが乗る。特にのび太はペガにしか乗らず、名前を口にする機会もペガが最も多かった。
グリ
グリフィン。ワシとライオンのアンプルで作られた。ドラえもんとククルが乗る。ワニを急降下で攻撃した事もある。嗅覚が鋭いのか、猛吹雪直後の丘陵地帯からのび太の答案を発見する描写がある。
ドラコ
リュウ（東洋の龍。西洋のドラゴン）。ワニとシカとトカゲ（映画では第1期、第2期ともにトカゲの代わりにコウモリ）のアンプルで作られた。ジャイアンとスネ夫が乗り、漫画ではさらにしずかとククルを加えた4人で乗った事もある。その外見でワニやサーベルタイガーを威圧させている。しずかは「ドラちゃん」と呼び、ドラえもんから「紛らわしい名前付けないでよ」と突っ込まれた。

タイムマシン
声 - 三ツ矢雄二
言葉を発し、行き先は音声で認識する。
前作映画『ドラえもん のび太のパラレル西遊記』で音声機能が搭載されている。パラレル西遊記は漫画版が無いので、大長編漫画では本作25頁で初めて喋る。
マンモス
声 - 大宮悌二
ドラえもん達とはぐれたのび太の前に現れる喋るマンモス。猛吹雪で遭難したのび太に栄養ドリンクを与え、小箱（正体は発信機）を託した。その正体はタイムパトロール隊が乗ったタイムスキッパーが偽装した姿。トコヤミの宮の位置を突き止めるために後期更新世にワープして張り込みをしており、ギガゾンビに警戒されないためマンモスに変装して隠密行動していた。
空き地の地主
声 - 田口昂
のび太たちがいつも遊んでいる空き地の地主。恰幅の良い体型ではげ頭。家出したのび太が空き地に住もうとしたところ、キャンピングカプセルを揺さぶられ（映画ではレンチで叩いた）、家を建てたら困ると注意された。不動産会社から土地を3億円で売るように勧められていた（当時はバブル景気の真っ只中）。
タイムパトロール隊員
声 - 橋本晃一
マンモスに変装したタイムパトロール隊の応援要請によって後期更新世にワープし、トコヤミの宮を襲撃した隊員の一人。落盤で逃げ道を失ったドラえもんたちの救助に現れ、基地を歴史に残さないために爆破消滅させると言い、ドラえもんたちをタイムスキッパーの中に入るよう指示した。
少年★
声 - 真柴摩利
のび太たちの仲間に入ろうとしたが、スネ夫が「ジャイアンのリサイタルの相談」だと言ったので逃げ出した（その後、スネ夫はこの冗談が気に入らなかったジャイアンに殴られた）。
少女★
声 - 林玉緒、前田雅恵
学校の外で縄跳びをして遊んでいた。

## 用語
時空乱流（じくうらんりゅう）
時空間の乱れが生み出す、ブラックホールのような落とし穴。時間の流れが渦を巻いて乱れる。冒頭でククルを飲み込み、20世紀の東京に時空移動させた。ドラえもん達が最初にタイムマシンで7万年前に向かう道中で目撃する。飲み込まれた人間は、永久に亜空間をさまようか、運がよければ出口が開いて他の時代に落とされる。
作中、ドラえもんは、日本の神隠しや世界中の行方不明事件などは、時空乱流に人間が巻き込まれて消えたのではないかと、実例を挙げて説明している。
藤子F作品『T・Pぼん』では登場人物のリームが「タイムトリッパー（時間転移者）」について説明する際、行方不明事件の実例を挙げるなど、本作とほぼ同様の説明を行っている。リメイク版ではククルが巻き込まれた時空乱流はギガゾンビによる亜空間破壊装置の影響で発生したとされている。

## スタッフ
| 制作総指揮・原作・脚本       | 藤子・F・不二雄 |
| 連載                         | 小学館の学習雑誌 マミィ ベビーブック めばえ よいこ 幼稚園 学習幼稚園 小学一年生 小学二年生 小学三年生 小学四年生 小学五年生 小学六年生 てれびくん コロコロコミック 別冊コロコロコミック |
| 作画監督                     | 富永貞義 |
| 監修                         | 楠部大吉郎 |
| 美術設定                     | 川本征平 |
| 美術監督                     | 沼井信朗 |
| 録音監督                     | 浦上靖夫 |
| 音楽                         | 菊池俊輔 |
| 効果                         | 柏原満 |
| 撮影監督                     | 斎藤秋男 |
| 特殊撮影                     | 三沢勝治 |
| プロデューサー               | 別紙壮一 小泉美明 山田俊秀 波多野正美 |
| 監督                         | 芝山努 |
| 演出助手                     | 安藤敏彦 平井峰太郎 |
| 動画チェック                 | 内藤真一 原鉄夫 |
| 色設計                       | 野中幸子 |
| 仕上監査                     | 代田千秋 枝光敦子 |
| 特殊効果                     | 土井通明 |
| 録音スタジオ                 | APUスタジオ |
| 整音                         | 大城久典 柴田信弘 内山敬章 程原浩美 |
| 音響制作                     | オーディオ・プランニング・ユー |
| デスク                       | 石井睦子 |
|                              | ドルビーステレオ 一部上映館を除く |
| 技術協力                     | 極東コンチネンタル株式会社 森幹生 |
| 原画                         | 大塚正実、本多敏行、入江治美、木上益治、渡辺歩、児山昌弘、木村陽子、船越英之、飯山嘉昌、斉藤周一、斉藤文康、飯口悦子、窪田正史、岡尾輝子、神村幸子、小泉謙三 |
| 動画                         | 池ノ谷安夫、山下真樹子、小林正義、家野尚代、中川政浩、大東郁子、後藤知明、渋谷啓夫、中村久子、今井正彦、原完治、渡辺裕子、原佳寿美、竹山稔、川橋良江、山本実、高野亜子、阿部真弓、山田幸、佐藤絵美、今成祐子、高木千鶴、木村和世、長谷川龍之、山洞満、森川均、千葉伸一、大越一徳、敦賀光史、山本道隆、原田慈子、小林明美、土屋勝、金子道子 |
| 仕上                         | 八田陽子、米山恵利子、本田恵美子、岩沢れい子、山本和美、野口稔、飯島由美、中山博暁、北岡なな子、隅部昌二、馬場洋子、土屋透治、松田文子、松尾朱美、福永淑子、鈴木安子、河野文子、赤堀久美子、阿部幸子、鈴木智美、金子三根子、大沼世津子、長谷川仁                                                                                           |
| 背景                         | 川井憲、川口正明、徳重賢、伊藤攻洋、浜名お考、鈴木聡、丸山美智子、茂呂孝志 |
| 撮影                         | 高橋秀子、小林慎吾、大神洋一、藪田順二、朝稲由紀、古林一太 |
| コンピューターグラフィックス | 亀谷久 渡辺三千成 水端聡 |
| エリ合成                     | 酒井幸徳 末弘孝史 渡辺由利夫 |
| 編集                         | 渡瀬祐子 林美都子 井上和夫 |
| タイトル                     | 道川昭 |
| 現像                         | 東京現像所 |
| 協力                         | オーディオ・プランニング・ユー アトリエローク 旭プロダクション トミ・プロダクション 亜細亜堂 あにまる屋 スタジオ・メイツ ダイゾウプロダクション スタジオかぼちゃ村 スタジオ・タージ 京都アニメーション スタジオ・キャッツ スタジオ九魔 井上編集室                                                                                          |
| 文芸                         | 滝原弥生 |
| 制作事務                     | 古井俊和 大神田富美 |
| 制作進行                     | 中村守 和田泰 |
| 制作デスク                   | 市川芳彦 |
| 制作協力                     | 藤子プロ 旭通信社 |
| 制作                         | シンエイ動画 小学館 テレビ朝日 |
|                              | ©藤子・小学館・テレビ朝日 |

## 主題歌
オープニングテーマ「ドラえもんのうた」
作詞 - 楠部工 / 補作詞 - ばばすすむ / 編曲·作曲 - 菊池俊輔 / うた - 山野さと子 / セリフ - 大山のぶ代（ドラえもん）（コロムビアレコード）
この作品から、この曲が山野版になり、1998年『のび太の南海大冒険』・2000年『のび太の太陽王伝説』の2作を除く2004年『のび太のワンニャン時空伝』までの作品で使用された。
エンディングテーマ「時の旅人」
作詞 - 武田鉄矢 / 作曲 - 堀内孝雄 / 編曲 - 若草恵 / うた - 西田敏行（CBS・ソニーレコード）
この曲は後に作曲した堀内孝雄や作詞した武田鉄矢によってそれぞれカバーされ、堀内のバージョンは1996年のフジテレビ系作品『700年前の約束』のイメージソングとして使用された。
歌詞は、2番と最後のサビ部分が西田と武田・堀内では異なり、入れ替わった歌詞となっている。